# Ángeles (ort i Costa Rica)
Ángeles är en ort i Costa Rica.   Den ligger i provinsen Heredia, i den centrala delen av landet, 8 km nordost om huvudstaden San José. Ángeles ligger 1 272 meter över havet och antalet invånare är 1 355.
Terrängen runt Ángeles är kuperad åt nordost, men åt sydväst är den platt.Runt Ángeles är det mycket tätbefolkat, med 6 711 invånare per kvadratkilometer. Närmaste större samhälle är San José, 7,8 km sydväst om Ángeles. Runt Ángeles är det i huvudsak tätbebyggt.